# Macedônia kommun
Macedônia är en kommun i Brasilien.   Den ligger i delstaten São Paulo, i den södra delen av landet, 500 km sydväst om huvudstaden Brasília. Antalet invånare är 3 664.
Följande samhällen finns i Macedônia:
- Macedônia

Omgivningarna runt Macedônia är en mosaik av jordbruksmark och naturlig växtlighet. Runt Macedônia är det glesbefolkat, med 10 invånare per kvadratkilometer.